# (Edredon) turkan
(Edredon) turkan, edredon okazały (Somateria spectabilis) – gatunek dużego ptaka wodnego z rodziny kaczkowatych (Anatidae). W sezonie lęgowym zamieszkuje arktyczne wybrzeża Eurazji i Ameryki Północnej oraz niektóre arktyczne wyspy. Sporadycznie zalatuje do Polski. Nie jest zagrożony wyginięciem.

## Systematyka
Gatunek ten po raz pierwszy zgodnie z zasadami nazewnictwa binominalnego opisał w 1758 roku Karol Linneusz w 10. edycji Systema Naturae. Autor nadał mu nazwę Anas spectabilis, a jako miejsce typowe wskazał Szwecję i Kanadę. Obecnie gatunek umieszczany jest w rodzaju Somateria. Nie wyróżnia się podgatunków.

## Zasięg występowania
Turkan zamieszkuje północne wybrzeża Eurazji i Ameryki Północnej oraz północną Grenlandię, Nową Ziemię i Svalbard. Zimuje na kontynentalnych wybrzeżach Morza Północnego, Morza Norweskiego, na Kamczatce, Islandii, południowej Grenlandii oraz wschodnim wybrzeżu Ameryki Północnej po Nową Fundlandię na południu. Sporadycznie zalatuje na Bałtyk, na Wyspy Brytyjskie, Jan Mayen, Wyspę Niedźwiedzią, jeziora Europy Środkowej po Balaton i północne Włochy, a także wschodnie wybrzeże Ameryki Północnej aż po Florydę.
W Polsce do 2018 roku stwierdzony 35 razy, łącznie obserwowano 38 osobników.

## Morfologia
WyglądSamiec w upierzeniu godowym ma wierzch i tył głowy bladobłękitne, boki bladozielone. Obie plamy rozdziela biały pas biegnący przez oko. Szyja, pierś, spód skrzydeł i przednia część grzbietu biała, reszta czarna. Białe również plamy z wierzchu skrzydeł. Silnie rozdęty u nasady dziób i nogi pomarańczowe. W szacie spoczynkowej znika pogrubienie na dziobie, a kolor biały (poza skrzydłem) zostaje zastąpiony przez brąz. Samica brązowa z ciemnym, poprzecznym deseniem.
Wymiary średniedługość ciała 43–63 cm
rozpiętość skrzydeł ok. 105 cm
masa ciała ok. 1400–2100 g

## Ekologia i zachowanie

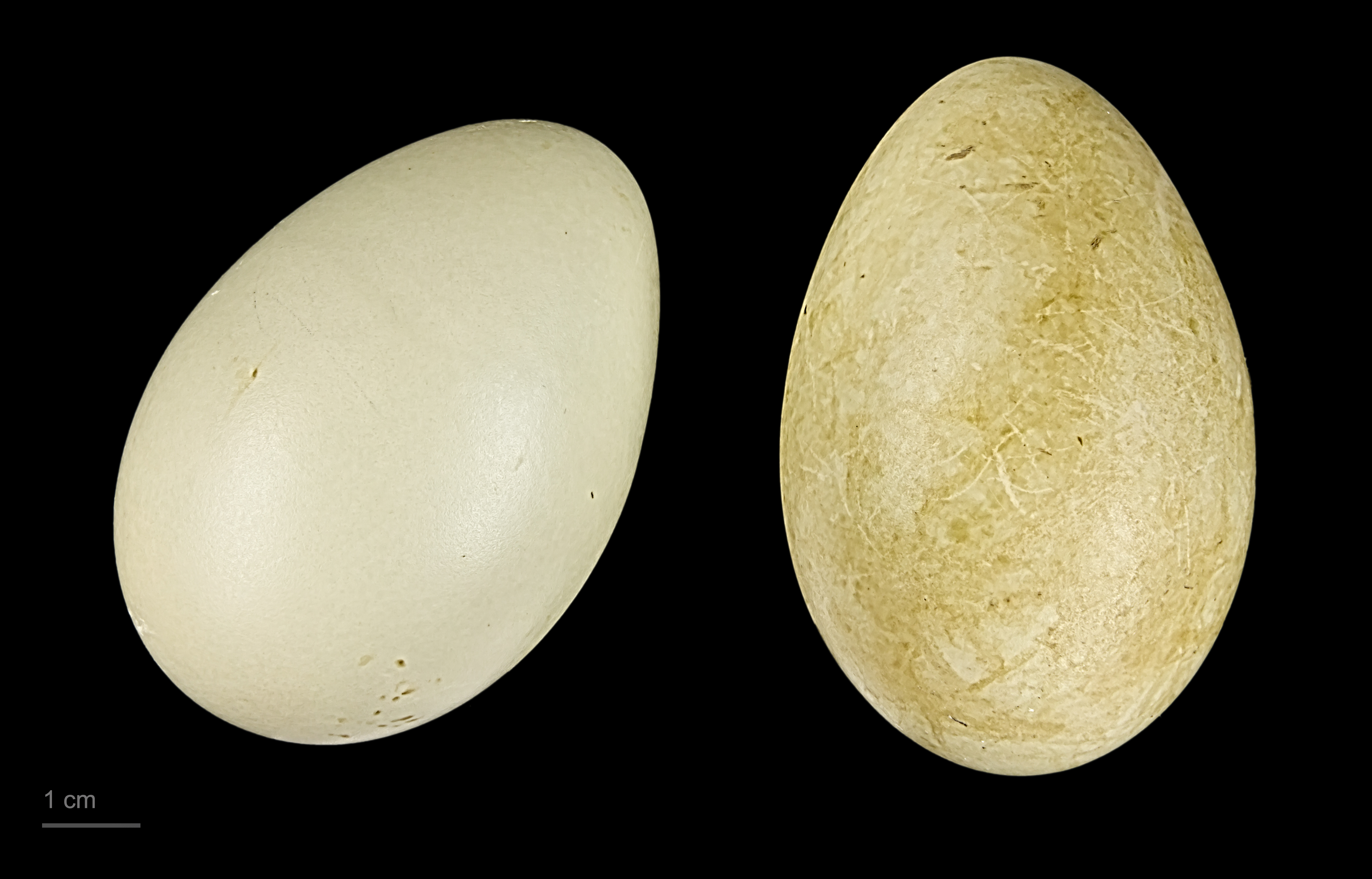
Jaja z kolekcji muzealnej

BiotopNadmorska tundra. Lubi ujścia rzek. W okresie pozalęgowym brzegi mórz.
GniazdoW otwartym terenie, w zagłębieniu gruntu, zazwyczaj w pobliżu słodkiej wody.
JajaW ciągu roku wyprowadza jeden lęg, składając w czerwcu 3 do 7 bladooliwkowych jaj o średnich wymiarach 65 × 44 mm i średniej masie 69 g.
Wysiadywanie, pisklętaJaja wysiadywane są przez okres 22–24 dni przez samicę. Pisklęta usamodzielniają się podczas pierzenia, czyli w wieku 49–56 dni.
PożywienieDrobne zwierzęta chwytane podczas nurkowania, np. mięczaki, skorupiaki, larwy owadów, szkarłupnie. Może też zjadać nasiona i wegetatywne części roślinności tundry, turzyce i rośliny wodne, a na morzu algi, trawy morskie z rodzaju Zostera i rupię morską.

## Status i ochrona
Międzynarodowa Unia Ochrony Przyrody (IUCN) uznaje turkana za gatunek najmniejszej troski (LC – Least Concern) nieprzerwanie od 1988 roku. W 2015 roku organizacja Wetlands International szacowała liczebność światowej populacji na około 800–900 tysięcy osobników. Globalny trend liczebności uznawany jest za spadkowy, choć u niektórych populacji nie jest on znany.
W Polsce podlega ścisłej ochronie gatunkowej.